# Макки, Энди
Энди Макки (англ. Andy McKee) (родился 4 апреля, 1979, Топика, США) — американский фингерстайл-гитарист.

## Жизнь и карьера
Когда Энди было 13 лет, отец подарил ему гитару. Придя в восторг от того, как он играет, сестра Энди, игравшая на электрогитаре, на его шестнадцатилетие отвела на концерт гитариста Престона Рида. Позже Энди достал видеокассету с уроками Рида и начал осваивать его технику игры. На его творчество повлияли и такие гитаристы, как Майкл Хеджес, Билли Маклафлин, Пэт Киртли и Дон Росс.
Стиль игры и произведения сделали его всемирно известным. В конце 2006 года исполнил свою композицию Drifting, которая сразу стала популярной на YouTube и MySpace. По состоянию на август 2025 года, её посмотрели более 60 миллионов раз. Несколько других композиций Энди также имеют большой успех на YouTube, например, Rylynn с более чем 35 миллионами просмотров. Также композиция Africa набрала более 9 миллионов просмотров, прежде чем была удалена лейблом Candyrat Records. В 2012 году участвовал в гастрольном туре Принса Welcome 2 Australia. В феврале 2014 года выступил с концертом в Москве.

### Nocturne
В 2001 году самостоятельно выпустил первый альбом Nocturne. В том же году стал третьим на Национальном конкурсе гитаристов, играющих фингерстайлом. В 2003 году отправился в Тайвань, где занял первое место на конкурсе акустических инструментов, выступая вместе с Роном Спиллерсом, играющим на гитаре-арфе. Эту гитару можно услышать в нескольких его композициях, таких как Into The Ocean и Gates of Gnomeria.

### Dreamcatcher
Выпустил свой второй альбом Dreamcatcher в 2004 году. В альбом вошли кавер-версии Africa и The Friend I Never Met, посвященные Майклу Хеджесу. Энди использовал заглавный трек, чтобы иметь возможность гастролировать с басистом {{iw|Мэнринг, Майкл|Майклом Мэнрингом|en|Michael Manring]]. Позже альбом был перезаписан в связи с популярностью, которую он заработал на YouTube.

### Art of Motion
Третья пластинка Энди Art of Motion была записана в студии Candyrat Records в ноябре 2005 года и получила хорошую оценку такого именитого гитариста как Дон Росс. В альбом вошли и несколько треков из альбома Dreamcather. Две композиции были исполнены на гитаре-арфе.

### Gates of Gnomeria
После прихода популярности, благодаря его выступлениям на YouTube, Энди отправился в гастрольный тур, который продолжался большую часть 2007 года. После гастролей, вернувшись домой, Энди приступил к записи четвёртого альбома Gates of Gnomeria. В альбом вошли шесть новых треков, а также два кавер-трека. Большую часть 2008 года провёл в мировом гастрольном туре, исполняя композиции из Gates of Gnomeria и альбома, записанного совместно с Доном Россом — The Thing That Came From Somewhere. В этом же году представил новый альбом совместно с Энтони Дюфором, каждый записал по восемь треков, два из них были из альбома Gates of Gnomeria.

### Common Ground EP (2009)
В промежутках между гастрольными турами и продвижением его совместного альбома с Доном Россом, Энди перезаписал два трека из альбома Dreamcatcher, и записал кавер на композицию японского гитариста Масааки Кишибе. Альбом был выпущен в цифровом формате с видеозаписью, доступной для iTunes.